# (11955) Russrobb
(11955) Russrobb (1994 CA1) – planetoida z pasa głównego asteroid okrążająca Słońce w ciągu 3,72 lat w średniej odległości 2,4 j.a. Odkryta 8 lutego 1994 roku.